# سیارک ۳۶۳۷
سیارک ۳۶۳۷ (به انگلیسی: 3637 O'Meara، نامگذاری:1984UQ) سه هزار و ششصد و سی و هفتمین سیارک کشف شده‌است که در ۲۳ اکتبر ۱۹۸۴ کشف شد.
قدر مطلق سیارک برابر ۱۲٫۱۰ است.